# 익숙한 그집앞
《익숙한 그집앞》은 대한민국의 음악인 유희열의 글과 그림, 노래를 담은 삽화집 책 제목과 같은 타이틀로 출반된 앨범이다. 음악적으로는 발라드와 연주곡이 주를 이루고 있으며, 유희열이 좋아하는 다른 음악가의 음악 스타일을 오마주한 작품도 수록되었다.

## 차례
1. 나
2. 어린 시절
3. 친구
4. 가족
5. 사랑
6. 음악
7. 외로움
8. 생각

## 음반 수록곡
전체 작사·작곡: 유희열
| #             | 제목                                      | 재생 시간 |
| ------------- | ----------------------------------------- | --------- |
| 1.            | 〈형〉                                    | 3:16      |
| 2.            | 〈익숙한 그 집앞〉                        | 3:32      |
| 3.            | 〈피아노가 있던 방〉 (에리크 사티 오마주) | 4:36      |
| 4.            | 〈라디오 천국〉 (팻 메시니 오마주)        | 4:07      |
| 5.            | 〈옆모습〉                                | 5:04      |
| 6.            | 〈어렸을 때 그 자리〉                     | 4:33      |
| 7.            | 〈무덤덤한, 그러나 감출 수 없는 상처〉    | 4:01      |
| 8.            | 〈흔적〉                                  | 3:57      |
| 9.            | 〈떠나는 날의 흥분〉 (윤상 오마주)        | 2:37      |
| 10.           | 〈즐거운 편지〉                           | 4:33      |
| 총 재생 시간: | 총 재생 시간:                             | 40:16     |

### 참여
- 유희열 - 프로듀서, 피아노, 건반 악기, 멜로디언, 목소리, 아트 디렉터, 디자인[1]

참여 음악인
- 함춘호 - 기타
- 신현권 - 베이스 기타
- 강수호 - 드럼

스탭
- 김태훈 - 공동 프로듀서, 컴퓨터 프로그래밍, 건반 악기
- Saint Binary - 컴퓨터 프로그래밍, 건반 악기, 공동 프로듀서(8)
- 정동인, 이중엽 - 매니지먼트
- 고현정 - 녹음, 믹싱
- 김한구 - 녹음, 믹싱(8)
- 이동녘, 유재경 - 녹음
- 드림 팩토리 스튜디오 - 믹싱/녹음 스튜디오
- 전훈(BLS Studio) - 마스터링
- 김희수 - 아트 디렉터, 디자인
- Toy Music - 이그제큐티브 프로듀서

## 인용
1. ↑  “《익숙한 그집앞》 크레딧”. 2014년 4월 19일에 원본 문서에서 보존된 문서. 2014년 4월 19일에 확인함.